# Рой Дженкінс
Рой Гарріс Дженкінс (англ. Roy Harris Jenkins; 11 листопада 1920, Аберзіхан — 5 січня 2003, Оксфорд) — британський державний та освітній діяч, письменник. 

## Життєпис
Колись відомий депутат Палати громад від Лейбористської партії і міністр ряду урядів у 1960-х і 1970-х роках, він став першим (і поки єдиним) Президентом Європейської комісії від Великої Британії і одним з чотирьох батьків-засновників Соціал-демократичної партії Великої Британії в 1981 році. В 1987 році був призначений почесним ректором Оксфордського університету, на цій посаді він пропрацював до своєї смерті. Він також був видатним письменником, особливо біографом. У журналі Private Eye у нього було прізвисько Smoothiechops.